# Atheist
Ne doit pas être confondu avec Athéisme.
Atheist est un groupe de death metal technique américain, originaire de Sarasota, en Floride. Leur style musical, hautement technique, est un mélange entre des riffs brutaux et des arrangements latins, un peu dans l'esprit de l'album culte de Cynic, Focus. Ils font partie d'une vague de groupes de metal de plus en plus technique comme Watchtower, Sadus, Death, Coroner, et Cynic.

## Biographie

### Débuts et séparations (1984–1994)
Le groupe est formé en 1984 à Sarasota, en Floride, initialement sous le nom de Oblivion et plus tard R.A.V.A.G.E. (acronyme de Raging Atheists Vowing A Gory End),. Il enregistre son premier album, Piece of Time, en 1988, qui est publié en Europe en 1989, mais pas aux États-Unis jusqu'en 1990. En 1991, le bassiste Roger Patterson décède dans un accident de voiture, et Atheist recrute Tony Choy (ancien membre de Cynic) pour l'enregistrement de leur deuxième album, Unquestionable Presence. Atheist se sépare pour la première fois en 1992, se réunissant en 1993, pour enregistrer leur troisième album Elements, avant de se séparer une deuxième fois. 
Sept ans après la deuxième séparation, Kelly Shaefer décide de rééditer et remasteriser leurs trois premiers albums, gratifiés de différentes chansons bonus. Shaefer joue avec Neurotica jusqu'en 2002, tandis que Tony Choy joue dans plusieurs autres groupes comme Area 305 et Pestilence. En 2001, Kelly Shaefer tente de regrouper les membres originaux et le légendaire Kyle Sokol à la guitare basse, replaçant Tony Choy, mais rien ne se passe comme prévu. Relapse Records réédite les trois premiers albums du groupe à la fin de 2005, ainsi qu'un coffret vinyle regroupant ces mêmes albums et la démo On They Slay de R.A.V.A.G.E. L'ancien batteur Steve Flynn forme le groupe Gnostic la même année. 

### Jupiter(depuis 2006)
En janvier 2006, Atheist annonce sa réunion lors d'une performance live en été et en automne cette même année. La formation comprend alors Shaefer, Burkey, Choy et Flynn. Shaefer ne participe qu'au chant à cause d'une tendinite et du syndrome du canal carpien. Le 12 juillet 2008, Shaefer annonce qu'il travaille, en compagnie de Flynn, sur de nouvelles chansons. Un mois plus tard, il annonce un nouvel album, qui devrait être leur premier en plus de 15 ans. Le groupe tourne en Europe et aux États-Unis en 2009 pour célébrer la vingtième année d'existence de leur album Piece of Time. Un DVD live est tourné au festival Wacken Open Air et publié en fin d'année.
Le 11 juillet 2010, Atheist révèle un quatrième album, intitulé Jupiter, prévu pour novembre la même année. Il signe un contrat avec le label Season of Mist, et Jupiter est publié le 8 novembre 2010. Le 3 août 2010, Kelly Shaefer et Steve Flynn annoncent que Tony Choy ne participe pas à Jupiter mais qu'il participera à leurs concerts. Le groupe annonce en 2014 un cinquième album.

## Membres

### Membres actuels
- Kelly Shaefer – chant (1988–1994, depuis 2006), guitare (1984–1994)
- Steve Flynn – batterie (1984–1991, 2006–2010, depuis 2011)
- Tony Choy – basse (1991, 1993–1994, 2006–2010, depuis 2012)
- Chris Martin – guitare (depuis 2012)
- Jason Holloway - guitare (depuis 2011)

### Anciens membres
- Roger Patterson – basse (1985–1991; décédé en 1991)
- Rand Burkey - guitare (1984–1992, 1993–1994)[10]
- Frank Emmi – guitare (1993)
- Josh Greenbaum – batterie (1993)
- Chris Baker - guitare (2006-2012)
- Jonathan Thompson - guitare (2009–2011), basse (2010)

### Membre live
- Darren McFarland - basse (1991–1992)

## Discographie

### Albums studio
- 1989 : Piece of Time
- 1991 : Unquestionable Presence
- 1993 : Elements
- 2010 : Jupiter

### Album live
- 2009 : Unquestionable Presence: Live at Wacken

### Démo
- 1988 : Beyond

### Compilation
- 2005 : The Collection